# Lemme de Poincaré
Ne doit pas être confondu avec Théorèmes de Poincaré.
Le lemme de Poincaré est un résultat fondamental en analyse à plusieurs variables et en géométrie différentielle. Il concerne les formes différentielles (implicitement de classe C1) sur une variété différentielle (implicitement lisse).
D'après le théorème de Schwarz, toute forme différentielle exacte est fermée. Le lemme de Poincaré assure une réciproque partielle :

Pour que, sur une variété différentielle M, toute p-forme fermée soit exacte, il suffit :
- si p = 1 : que M soit simplement connexe,, ;
- si p > 1 : que M soit contractile, (ce qui est une condition plus forte).

Sous ces hypothèses, la conclusion du lemme de Poincaré se reformule en termes de cohomologie de De Rham.
En particulier, toute forme différentielle fermée est localement exacte.

## Notions en jeu
Toutes les notions employées ci-dessus sont détaillées via les liens internes, mais rappelons et commentons les principales.
Une p-forme ω sur une variété M est dite :
- fermée si sa dérivée extérieure est nulle : dω = 0 ;
- exacte si ω est une dérivée extérieure : ω = dα pour une (p – 1)-forme α, dite primitive de ω.

Le p-ième espace de cohomologie de De Rham de M est le quotient Hp(M) de l'espace des formes fermées par le sous-espace des formes exactes. Il est donc nul si et seulement si toute forme fermée est exacte.
Un espace topologique M est dit contractile s'il est homotopiquement équivalent à un point, c'est-à-dire si son application identité est homotope à une application constante de M dans M, ou encore si M se rétracte par déformation sur un point. C'est une condition plus forte que la trivialité de tous les groupes d'homotopie de M, mais équivalente si M est une variété différentielle. De plus, dans ce cas, les homotopies invoquées, a priori seulement continues, peuvent en fait être choisies lisses.
Tout espace contractile est simplement connexe mais il existe des variétés simplement connexes non contractiles, comme la sphère. Une variété compacte sans bord n'est d'ailleurs jamais contractile.

## Démonstration pour une 1-forme sur un ouvert étoilé de ℝn
Tout ouvert U de ℝn est une variété différentielle. Si U est étoilé alors il est contractile et a fortiori simplement connexe. Montrons, dans ce cas particulier, que toute 1-forme fermée ω sur U est exacte, c'est-à-dire qu'elle est la différentielle d'une 0-forme (une fonction).
Supposons que U est étoilé autour de a, définissons une fonction f sur U par des intégrales curvilignes sur des segments :
et montrons que df = ω en tout point x de U, c'est-à-dire que (pour x fixé et pour tout x + v dans une boule de centre x incluse dans U) :
{\displaystyle f(x+v)-f(x)=\omega _{x}(v)+o(v).}
D'après le théorème de Green appliqué au triangle (a, x, x + v), on a (puisque ω est fermée)
{\displaystyle f(x+v)-f(x)=\int _{[x,x+v]}\omega =\left(\int _{0}^{1}\omega _{x+tv}~{\rm {d}}t\right)(v).}
Or par continuité de ω au point x,
{\displaystyle \lim _{v\to 0}\int _{0}^{1}\omega _{x+tv}~{\rm {d}}t=\omega _{x}.}
On a donc bien :
{\displaystyle f(x+v)-f(x)=\left(\omega _{x}+\varepsilon (v)\right)(v)=\omega _{x}(v)+o(v).}
(Pour étendre cette démonstration à une variété simplement connexe quelconque, il suffit de remplacer les segments par des chemins et le théorème de Green par celui de Stokes.)